# Luscinia luscinia
El ruiseñor ruso (Luscinia luscinia) es una pequeña ave paseriforme que antiguamente se consideraba como miembro de la familia de los túrdidos, pero en la actualidad se la clasifica como un papamoscas de la familia Muscicapidae. 
Es una especie insectívora y migratoria que habita los bosques de Europa y Asia. Su distribución se encuentra más al norte que la del ruiseñor, una especie cercana. Anida casi a nivel del suelo, en arbustos densos. Pasa los inviernos en África. 
El ruiseñor ruso tiene un tamaño similar al petirrojo europeo. Su plumaje es de color marrón grisáceo arriba y blanco grisáceo en el vientre. Sus tonos grises, los cuales le dan una apariencia nebulosa en la parte inferior, y la carencia de las típicas franjas rojas a los lados de la cola de los ruiseñores son las principales diferencias que tiene con esta otra especie. Ambos sexos presentan un aspecto similar.

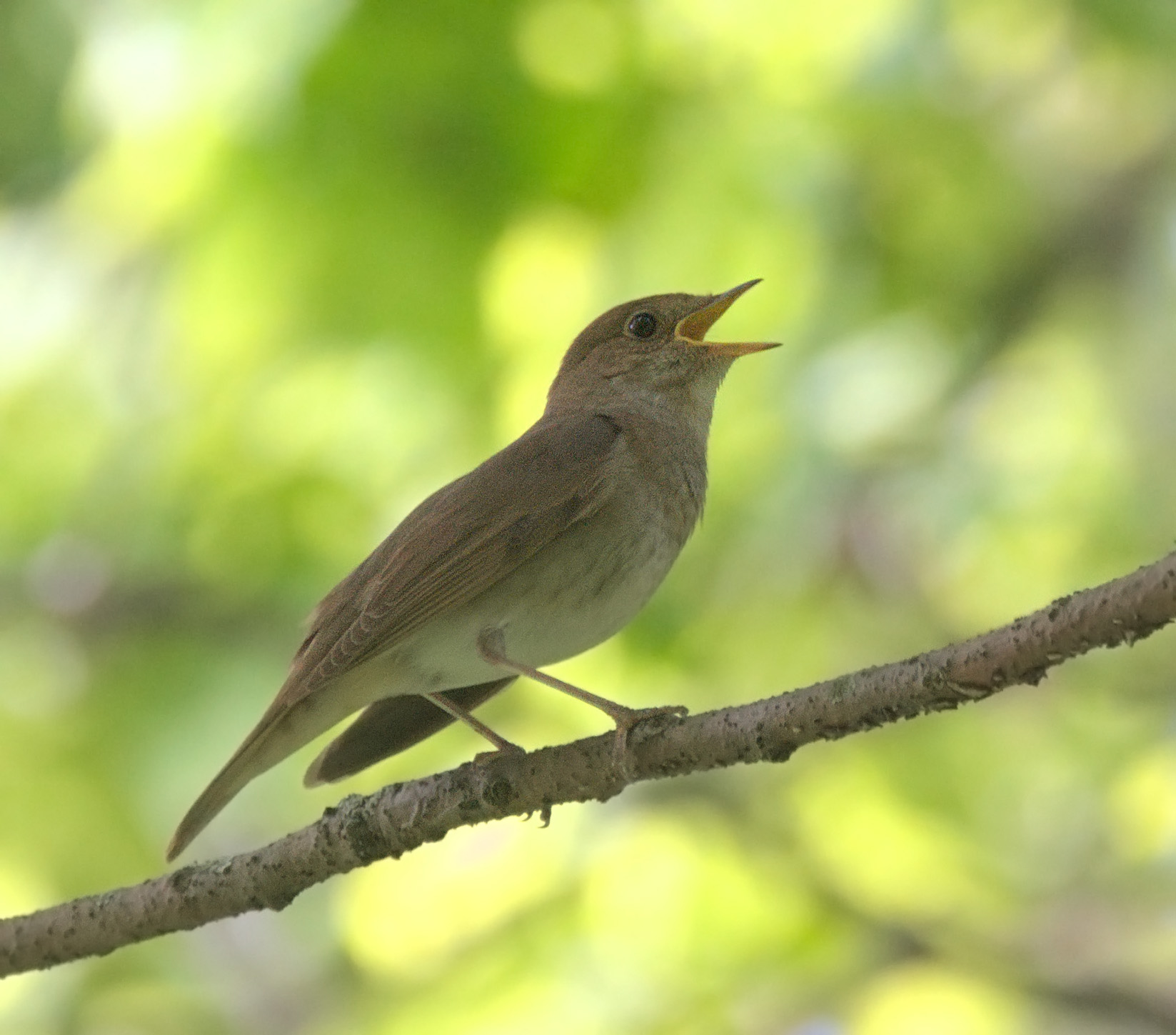

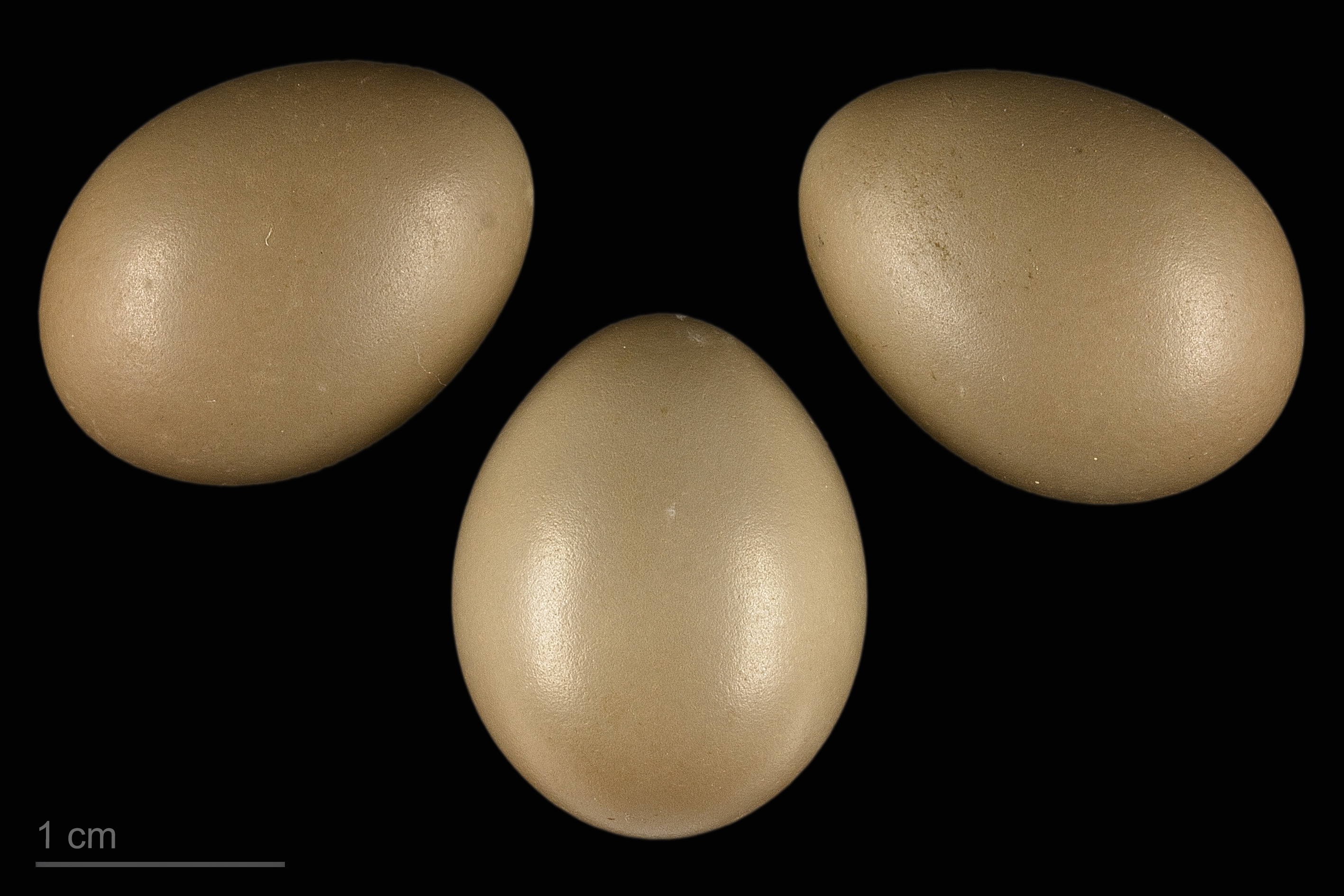
Luscinia luscinia - MHNT

El canto de los machos es potente, y consta de silbidos, trinos y chasquidos. No tiene el crescendo de silbidos potentes del ruiseñor común.